# 莎伦·汉布鲁克
莎伦·汉布鲁克（英語：Sharon Hambrook，1963年3月28日—），加拿大花样游泳运动员。她曾代表加拿大参加1984年夏季奥林匹克运动会花样游泳比赛，获得一枚银牌。她也曾参加1983年泛美运动会。